# Le Plessis-Feu-Aussoux
Le Plessis-Feu-Aussoux là một xã ở tỉnh Seine-et-Marne, thuộc vùng Île-de-France ở miền bắc nước Pháp.

## Dân số
Inhabitants được gọi là Ansoldiens.
Điều tra dân số năm 1999, xã này có dân số là 374.